# Alain Korkos
Alain Korkos, né en 1955 à Paris, est un illustrateur et écrivain français.

## Biographie
Alain Korkos exerce différents métiers d'employé avant de se consacrer au dessin qu'il pratique depuis l'enfance. Il commence comme illustrateur de livres pour la jeunesse, puis devient l'auteur de romans pour la jeunesse. En 1996, il reçoit avec Sylvie Desrosiers le prix 12/17 Brive-Montréal.
Il écrit également des chroniques pour le site Arrêt sur images qu'il quitte fin avril 2017.

## Publications
- 1996 : En attendant Éliane, éditions Syros •  (ISBN 978-2-266-12208-5),
- 1999 : Pas de myosotis pour miss Bérénice,  (ISBN 978-2-84146-764-8) et Le Boubou du marabout,  (ISBN 978-2-84146-758-7), éditions Syros
- 2000 : La Maladie bleue, éditions du Seuil,  (ISBN 978-2-02-034935-2)
- 2003 : Akouti les-yeux-clairs, éditions Bayard,  (ISBN 978-2-7470-1026-9).
- 2004 : La Petite Fille qui marchait sur les lignes avec Christine Beigel, éditions Motus  (ISBN 978-2-907354-58-5)
- 2006 : Où vont les ombres ?, éditions Motus  (ISBN 978-2-907354-70-7)
- 2009 : Adama N'Diaye, le tout premier griot du monde, éditions Bayard,  (ISBN 978-2-7470-3011-3)
- 2009 : Crime and Punishment, A Graphic Novel avec David Zane Mairowitz, Self Made Hero publishers.  (ISBN 9780955816949)
- 2010 : Sang pour sang vampires, éditions de la Martinière Jeunesse,  (ISBN 978-2-7324-4202-0)
- 2011 : Petites histoires de chefs-d'œuvre, éditions de la Martinière Jeunesse,  (ISBN 273244586X)
- 2013 : Histoires d'enfants en 50 chefs-d'œuvre, éditions de la Martinière Jeunesse,  (ISBN 9782732457017)
- 2013 : Une enquête signée Betty, éditions Nathan Jeunesse,  (ISBN 978-2-09-255573-6)
- 2017 : Petites Histoires d'impressionnisme en 50 chefs-d'œuvre, éditions de la Martinière jeunesse  (ISBN 978-2732475240)
- 2019 : Filmer la légende - Comment l'Amérique se raconte sur grand écran avec Florence Arié, éditions Amsterdam,  (ISBN 978-2-35480-197-7)

## Récompenses et distinctions
- 1996 : prix  du roman jeunesse "12/17" aux salons du livre de Brive et Montréal.
- 2018 : prix Historia du livre jeunesse 2018[2] pour Petites Histoires d'impressionnisme en 50 chefs-d'œuvre.